# Prémio do Centenário da Royal Society of Chemistry
O Prémio Centenário da Royal Society of Chemistry (em inglês:  Centenary Prizes) é concedido pela Royal Society of Chemistry a químicos estrangeiros que sendo também comunicadores excepcionais, são convidados a realizar palestras na Grã-Bretanha.
O prémio foi criado em 1947, para comemorar o centenário da fundação da "Chemical Society" em 1941.

## Laureados[2]
- 1949 Vladimir Prelog, Edgar Lederer, Michel Magat
- 1950 Placidus Plattner
- 1951 Robert B. Woodward, Kaj Ulrik Linderstrøm-Lang
- 1952 Tadeusz Reichstein
- 1953 Arne Tiselius
- 1955/56 Melvin Calvin, Herbert C. Brown
- 1956/57 Glenn T. Seaborg
- 1957/58 Hans Brockmann, Odd Hassel
- 1958/59 Gerhard Herzberg, Klaus Clusius, Wilhelm Klemm
- 1959/60 George Hamilton Cady, Nils Andreas Sørensen, Michael Heidelberger
- 1960/61 Rolf Huisgen, Alexander Nikolajewitsch Terenin
- 1961/62 George B. Kistiakowsky, Hans Schmid
- 1962/63 Frank Westheimer, Richard Kuhn
- 1963/64 Carl Djerassi
- 1964/65 John C. Polanyi, Feodor Lynen
- 1965/66 Charles B. Colburn, Wiktor Kemula, John D. Roberts
- 1966/67 Shōji Shibata, Lars Gunnar Sillen
- 1967/68 Saul Winstein
- 1968/69 Erwin Wilhelm Müller, Paul Doughty Bartlett
- 1969/70 Albert Eschenmoser
- 1970/71 Elias J. Corey, Edgar Bright Wilson
- 1971/72 Ronald Breslow, William Lipscomb
- 1972/73 John Anthony Pople, Jan Peter Toennies, William Summer Johnson
- 1973/74 Duilio Arigoni, Frank Albert Cotton, Hellmuth Fischer
- 1974/75 Gilbert Stork, Ernst Otto Fischer, Roald Hoffmann
- 1975/76 Donald J. Cram, John B. Goodenough, Willis H. Flygare
- 1976/77 Dudley R. Herschbach, Alfred Edward Ringwood, Karel Wiesner
- 1977/78 Jack D. Dunitz, George A. Olah, Kenneth Sanborn Pitzer
- 1978/79 Heinz Gerischer, Kōji Nakanishi, Heinrich Nöth
- 1979/80 Richard Hadley Holm, Satoru Masamune, Henry Taube
- 1980/81 James Ibers, Jean-Marie Lehn, Mark E. Volpin, Jürgen Troe
- 1981/82 Barry Trost, Earl Leonard Muetterties, Takeshi Oka
- 1982/83 Alan MacDiarmid, Massimo Simonetta, Albert Irving Meyers
- 1983/84 Gábor A. Somorjai, Virgil Boekelheide, Hubert Schmidbaur
- 1984/85 Harry B. Gray, Meir Lahav, Benjamin Widom
- 1985/86 Gerhard Ertl, Léon Ghosez, Herbert W. Roesky
- 1986/87 Robert Bruce Merrifield, Stuart A. Rice, Alan H. Cowley
- 1987/88 Allen J. Bard, William Arthur Grover Graham, Christopher T. Walsh
- 1988/89 Rudolph A. Marcus, Ryōji Noyori, Warren R. Roper
- 1989/90 Carlo Floriani, Marc Julia, Endel Lippmaa
- 1990/91 Richard R. Schrock, Dieter Seebach, Noel S. Hush
- 1991/92 Witali Iossifowitsch Goldanski, Athelstan Beckwith, Thomas Meyer
- 1992/93 Leo A. Paquette, Alan Sargeson, Henry F. Schaefer
- 1993/94 Alexander Pines, Barry Sharpless, Helmut Werner
- 1994/95 Malcolm H. Chisholm, A. Ian Scott, Kirill Zamaraev
- 1995/96 Clayton H. Heathcock, Vincenzo Balzani, Graham R. Fleming
- 1996/97 Claire Demuynck, Helmut Ringsdorf, Tobin J. Marks
- 1997/98 Richard Zare, Larry E. Overman, A. Simon
- 1998/99 Robert F. Curl, Marion Frederick Hawthorne, James D. White
- 1999/00 Jean-Pierre Sauvage, Henri Kagan, Robin Hochstrasser
- 2000/01 Maurice Brookhart, Jean F. Normant, C. N. R. Rao
- 2001/02 Kyriacos Costa Nicolaou, Richard J. Saykally, Karl Wieghardt
- 2002/03 Manfred T. Reetz, Gérard Jaouen, Amos B. Smith
- 2003/04 A. R. Ravinshankara, Edward I. Solomon, Alois Fürstner
- 2004/05 Robert Grubbs, Eric Herbst, Marc-Jacques Ledoux
- 2005/06 Goverdhan Mehta, Vivian Wing-Wah Yam, Royce W. Murray
- 2006/07 Stephen J. Benkovic, Hans-Joachim Freund, Ilya I. Moiseev
- 2007/08 Trygve Helgakerr, T. Don Tilley, James A. Marshall
- 2008/09 F. Fleming Crim, Masakatsu Shibasaki, Achim Müller
- 2009 Aaron Ciechanover, Yoshinori Yamamoto, Martin Jansen (Palestrantes 2009/2010 Michel Che, Jean Katzenellenbogen, Leonard Lindoy)
- 2010 Avelino Corma, Stephen Lippard, Omar Yaghi
- 2011 G. Marius Clore, Jonathan Sessier, R. Graham Cooks
- 2012 Craig Hawker, Timothy Swager, Stephen Withers
- 2013 Robert H. Crabtree, Richard Silverman, Chi-Ming Che
- 2014 Eiichi Nakamura, Fraser Stoddart, Karen Wooley
- 2015 Chad Mirkin, Geoffrey Ozin, Jean-Marie Tarascon,
- 2016 Kenneth Suslick, R. J. Dwayne Miller, Michael Grätzel
- 2017 Odile Eisenstein, William J. Evans, Ben Feringa
- 2018 Jacqueline Barton, John Hartwig, Richard Kaner
- 2019 Laura Kiessling, David MacMillan, Roberta Sessoli